# Голень

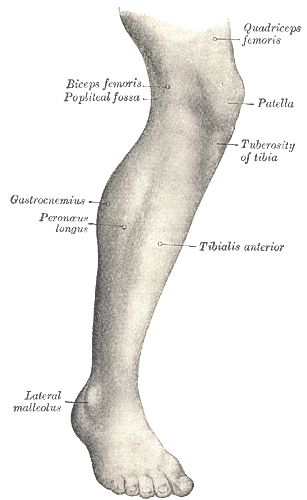
Голень человека

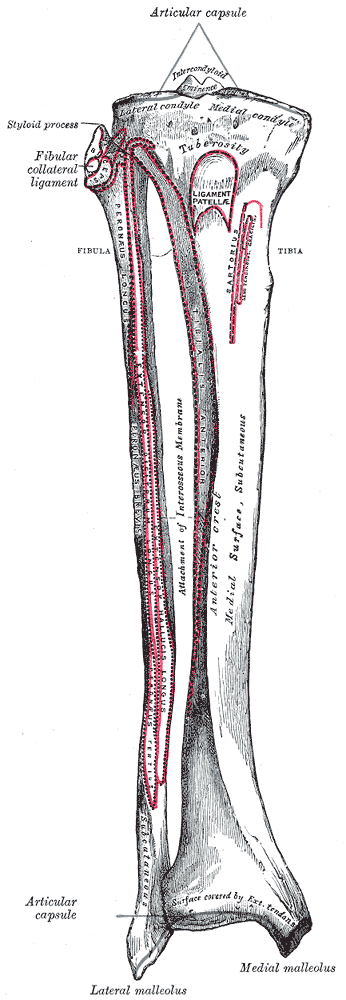
Малоберцовая и большеберцовая кости голени человека. Отмечены места прикрепления сухожилий мышц

Го́лень — отдел конечности у членистоногих и наземных позвоночных.

## У членистоногих
Голень членистоногих или tibia — членик ноги, проксимальным концом соединённый с бедром (у насекомых) или с коленным члеником (у паукообразных), а дистальным — с лапкой, чаще всего членистой.

## У четвероногих
Голень или crus — часть задней конечности (у человека — нижней) от колена до пятки, состоит из большеберцовой и малоберцовой костей, к которым присоединяется надколенник. Большеберцовая и малоберцовая кости снизу заканчиваются двумя отростками: внутренней и наружной лодыжкой, где соединены связками. Вверху эти кости сочленяются, по всей длине соединены перепонкой.
Камбаловидная мышца прилегает как к малоберцовой, так и к большеберцовой кости. Икроножная мышца имеет две головки, одна из которых прикрепляется к боковой, а вторая — к медиальной стороне бедренной кости в нижней её части. Обе головки, соприкасаясь, перекрывают камбаловидную мышцу и вместе с ней переходят в ахиллово сухожилие, которое прикрепляется к пяточной кости.
В составе голени различают переднюю и заднюю области, граница между которыми снаружи проходит от заднего края головки малоберцовой кости к заднему краю наружной лодыжки, а внутри — по внутреннему краю большеберцовой кости.
Спереди и сзади костей голени прикреплены мышцы, которые делятся на 3 группы: передние, разгибающие стопы и пальцы ног; наружные, сгибающие стопу, а также отводящие и вращающие её кнаружи; и задние мышцы (икроножные), сгибающие пальцы и стопу.
Для защиты голеней носят специальный элемент одежды — гетры.

## Соединение костей голени
| Суставы               | Суставные поверхности | Вид сустава            | Оси движения           | Движение в суставах                                                   |
| --------------------- | --- | ---------------------- | ---------------------- | --------------------------------------------------------------------- |
| Межберцовый           | Малоберцовая вырезка большеберцовой кости, суставная поверхность головки малоберцовой кости                                   | Плоский                | Многоосный             | Малоподвижный                                                         |
| Межберцовый синдесмоз | Малоберцовая вырезка большеберцовой кости, суставная поверхность латеральной лодыжки малоберцовой кости                       | Непрерывное соединение | -                      | Малоподвижный                                                         |
| Голеностопный         | Суставные поверхности лодыжек, нижняя поверхность большеберцовой кости, верхняя и лодыжковые поверхности блока таранной кости | Блоковидный,сложный    | Одноосный(фронтальная) | Тыльное и подошвенное сгибание,небольшие колебательные движения стопы |